# Dasyspora
Dasyspora is een geslacht van roesten uit de familie Uropyxidaceae. De wetenschappelijke naam van het geslacht werd voor het eerst in 1854 geldig gepubliceerd door Miles Joseph Berkeley en Moses Ashley Curtis. De typesoort is Dasyspora foveolata.

## Soorten
Het geslacht telt in totaal 13 soorten (peildatum oktober 2020):
| Soortnaam                   | Auteur(s)          | Publicatiejaar |
| --------------------------- | ------------------ | -------------- |
| Dasyspora amazonica         | Beenken            | 2012           |
| Dasyspora echinata          | Beenken & Berndt   | 2012           |
| Dasyspora emarginatae       | Beenken            | 2012           |
| Dasyspora ferrugineae       | Beenken            | 2012           |
| Dasyspora frutescentis      | Beenken            | 2012           |
| Dasyspora geranii-silvatici | Arthur             | 1906           |
| Dasyspora gregaria          | (Kunze) Henn.      | 1896           |
| Dasyspora guianensis        | Beenken            | 2012           |
| Dasyspora malvacearum       | Arthur             | 1906           |
| Dasyspora mesoamericana     | Beenken            | 2012           |
| Dasyspora nitidae           | Beenken            | 2012           |
| Dasyspora segregaria        | Beenken            | 2012           |
| Dasyspora winteri           | (Pazschke) Beenken | 2012           |